# Nou contes (Salinger)
Nou contes (Nine Stories, 1953) és una col·lecció de relats breus de l'escriptor estatunidenc J. D. Salinger. Els contes van aparèixer publicats separadament entre els anys 1948-1953, i el recull va aparèixer l'abril de 1953. El llibre inclou alguns dels contes més populars de Salinger, com ara A Perfect Day for Bananafish i For Esmé –with Love and Squalor. En alguns països, el títol d'aquest conte apareix dins el títol del llibre (For Esmé –with Love and Squalor, and Other Stories).
L'escriptor Quim Monzó en va fer la traducció catalana, publicada el 1986 per l'editorial Empúries.
Els contes són:
- "Un dia esplèndid per als peixos plàtans" ("A Perfect Day for Bananafish")
- "L'oncle Wiggily a Connecticut" ("Uncle Wiggily in Connecticut").
- "Just abans de la guerra amb els esquimals" ("Just Before the War with the Eskimos").
- "L'home rialler" ("The Laughing Man").
- "Allà baix a la barca" ("Down at the Dinghy").
- "A Esmé, amb amor i abjecció" ("For Esmé, with Love and Squalor").
- "Boca preciosa i verds els meus ulls" ("Pretty Mouth and Green My Eyes").
- "El període blau de De Daumier-Smith" ("De Daumier-Smith's Blue Period").
- "Teddy" ("Teddy").